# Ernst Nilsson (trädgårdsmästare)
Ernst Nilsson, född 3 januari 1895 i Gumlösa församling, Kristianstads län, död 8 februari 1986, var en svensk trädgårdsmästare, växtförädlare och skriftställare.
Nilsson var elev, senare trädgårdsmästare, vid Alnarps lantbruksinstitut 1919–1925. Han var växtförädlare hos olika utsädesfirmor 1925–1943 och vid J.E. Ohlsens Enke AB 1944–1966. Han promoverades till filosofie hedersdoktor i Lund 1950. Han författade skrifter rörande bland annat botanik, genetik, växtförädling, växtodling, fröodling samt vetenskapliga avhandlingar rörande genetik och botanik.